# Фёдоров, Виктор Иванович (футболист)
Ви́ктор Ива́нович Фёдоров (27 августа 1928, Москва — 3 марта 1989, Москва, СССР) — советский футболист и тренер, нападающий. Наиболее известен по выступлениям за клубы ВВС и ЦДСА и руководству одесским СКА. Мастер спорта СССР (1963), заслуженный тренер УССР (1963). Генерал-майор, один из двух советских футболистов, наряду с Юрием Нырковым, дослужившихся до звания генерала.

## Биография

### Карьера игрока

#### «Крылья Советов»
Начал заниматься футболом у тренера Владимира Блинкова на стадионе Юных пионеров, что на Ленинградском проспекте в Москве, на другой стороне проспекта от стадиона «Динамо». Там же и тогда же начал заниматься футболом будущий известный форвард Сергей Коршунов, с которым Фёдоров почти всю карьеру провёл вместе. Вместе были призваны во втором послевоенном чемпионате в московскую команду мастеров Крылья Советов.
В «Крыльях» под руководством тренеров-педагогов Дангулова и Горохова тогда сложился ансамбль из ветеранов во главе с Петром Дементьевым, которые опекали юных футболистов: Фёдорова, Коршунова, Симоняна, Сагасти. Четверо последних стали лучшими товарищами. Как вспоминал Сагасти:

Что нас, совершенно разных по характерам и привязанностям, объединило, до сих пор не могу понять. И ведь конкурентами были за место в составе. Только стали мы в какой-то момент — не разлей вода. Симонян и я, например, придерживались строжайшего режима. А Коршунов с Фёдоровым могли в лёгкую отметить победу. При этом и за столом мы собирались вместе и веселились от сердца. Сергей — широкая натура, большой весельчак — был душой нашей компании. Вместе раз по десять ходили на «Волгу-Волгу», «Весёлых ребят», да на все фильмы, выходившие на экран. Потом копировали их персонажей, разыгрывали между собой увиденные на экране сценки. Часто посещали театры, особенно Красной Армии и оперетты.

10 июля 1946 года 18-летний Фёдоров впервые вышел на поле во взрослом футболе, в родном районе на стадионе «Динамо», но его клуб уступил чемпионам страны — московским динамовцам — 0:3. С 1947 года — игрок основного состава. 22 июня 1947 забил свой первый гол в чемпионатах страны — Владимиру Никанорову из чемпионского ЦДКА. Этот гол остался единственным голом Фёдорова за «Крылья».
На Фёдорова претендовали «Торпедо» (Москва) и ВВС. И если торпедовцам в переходе было отказано, со ссылкой на инструкцию Спорткомитета, то «лётчики» были удачливее. Годом ранее они дебютировали в чемпионате СССР и проводили кампанию массового привлечения лучших игроков страны, благодаря тому, что куратором клуба был главком Военно-воздушных Сил Московского военного округа Василий Сталин. В итоге, Фёдоров перешёл в ВВС, причём сделал это самовольно.
Команда «Крылья Советов» была расформирована в 1948 году, когда одноимённое добровольно-спортивное общество решило сосредоточить усилия только на одном футбольном клубе — из Куйбышева.

#### ВВС
При переходе в ВВС Фёдорову было присвоено звание старшины, были решены материальные проблемы. Однако факт самовольного ухода из «Крыльев» не остался без внимания — руководитель ЦС ДСО «Крылья Советов» Петров пожаловался Аркадию Аполлонову, председателю Спорткомитета 28 июня 1948 года:

Фёдоров без открепления от нашего общества, без разрешения Всесоюзного комитета беспричинно перешёл в команду ВВС. Руководство команды ВВС, зная, что прецедент такого характера недопустим, зачислило его в команду, и Фёдоров приступил к работе… Поэтому просим дать соответствующее указание о возвращении Фёдорова в нашу команду

Аполлонов с доводами Петрова согласился:

Тренеру футбольной команды ВВС т. Гольдину. Переход Фёдорову в команду ВВС не разрешён.

Этот факт лишь отложил, но не отменил дебюта Фёдорова в составе «лётчиков», лобби руководителей ВВС оказалось сильней Спорткомитета. 13 августа в 19-м туре Фёдоров вышел за ВВС в Минске и с тех пор стал игроком основного состава.
13 октября 1948 Фёдоров забил первый мяч за ВВС, сравняв счёт в кубковом матче с «Металлургом», а в конце того же матча вывел команду вперёд, заставив игрока соперника сделать автогол. С того дня в составе «жёлто-синих» Фёдоров стал одним из основных форвардов и штатным пенальтистом (не всегда удачливым) команды, забив 16 голов в чемпионате за сезоны 1949 и 1950, хотя и несколько в тени своего друга Сергея Коршунова, который в те же сезоны забил 26 мячей. ВВС в чемпионате 1950 чуть не дотянул до бронзовых медалей, отстав на 2 очка от «Динамо» Тбилиси. Это достижение сильно уступало до результатов хоккейного клуба ВВС, который выиграл 3 чемпионских титула. Это не очень устраивало Василия Сталина и он часто вызывал ведущих футболистов ВВС — Боброва, Фёдорова, Коршунова для ночных «бесед по душам», заканчивающихся попойками, в свой особняк на Гоголевском бульваре.
Следующие два сезона 1951 и 1952 у Фёдорова не задались. В 1951 году он забил лишь два гола во всех турнирах, а гол, завершивший кубковый разгром тбилисцев в августе 1951, вообще оказался его последним за клуб. ВВС по итогам сезона 1952 занял 11-е место и вылетел из группы сильнейших.
5 марта 1953 года умер Иосиф Сталин. 26 марта Василий Сталин был уволен в запас, 28 апреля — арестовыван. В начавшемся в апреле первенстве СССР клуб ВВС участия не принимал. В мае клуб был расформирован.

#### МВО
После ликвидации ВВС Фёдоров предпринял шаги в настоящей армейской карьере — начал учиться в Академию бронетанковых войск. Одновременно трое экс-«лётчиков»: Фёдоров, его друг Коршунов и будущий олимпийский чемпион Анатолий Исаев отправились в другую армейскую команду — МВО, представлявшей Московский военный округ, бывшую ранее командой города Калинина. Клуб с апреля по май клуб провёл 6 матчей в первенстве СССР и был расформирован.

#### «Торпедо»
Виктор Фёдоров оказался в московском Торпедо. За автозаводцев он сыграл в 12 матчах с июня по сентябрь 1953 года. Зато это время сделать единственный хет-трик — в ворота куйбышевцев, которые во второй половине этого сезона носили имя «Зенит». И выиграть свои первые медали — бронзовые за 3-е место в чемпионате страны.

#### ЦДСА
В начале 1954 года Фёдоров был приглашён на позицию левого полусреднего во вновь возрождаемый клуб ЦДСА, в свою очередь расформированный двумя годами ранее. Здесь он играл по руководством Григория Федотова, который работал помощником старшего тренера Пинаичева и тренировал молодых футболистов. Как вспоминал сын Григория — Владимир:

— А помните отца на поле?

— Нет, не помню. Только позже его видел в игре — в матчах ветеранов. И на тренировках, когда он занимался с футболистами ЦСКА. Как сейчас, помню упражнения, в которых участвовал отец. Устанавливал он, например, десять мячей на линии штрафной площадки и бил по воротам Борису Разинскому. Удар был не особенно сильным, но редкой точности: по заказу отец отправлял мяч в левый верхний угол, в правый нижний, на высоте метра, впритирку со штангой… А к концу тренировки Виктор Фёдоров, Александр Петров обычно просили: «Григорий Иванович, покажите класс.» Они уходили с мячами на фланги и оттуда навешивали в штрафную, а отец бил с лету. Поразительно, как он группировался, клал корпус, ловил мяч так, что прикладывалась нога плотно, и удар получался мощный! У нас на тренировках тоже может удар такой выйти раз-другой, но чтобы подряд серия — такого я с тех пор ни у кого не видел. Такое совершенство — от природы, талант.

В ЦДСА Фёдоров вновь встретился с Коршуновым, теперь уже в последнем общем клубе для них, причём оба стали пенальтистами клуба. Здесь Фёдоров впервые выиграл у Коршунова очный спор по количеству мячей за клуб за сезон (6 — 4). Более того, опередил Фёдоров, несмотря на свою позицию на поле «под нападающими», и остальных форвардов ЦСКА, включая Бузунова и Емышева, и стал лучшим голеадором клуба в сезоне. Особенно удалась Фёдорову летняя кампания, когда он забил четырежды подряд — спартаковцам Минска, динамовцам, горьковским торпедовцам и тбилисцам. Для возрожденного ЦДСА 6-е место в чемпионате страны было успехом.
В сезонах 1955 и 1956 Фёдоров снизил личную статистику — 4 и 1 гол, соответственно, зато командные результаты повысились. В обоих сезонах Фёдоров выиграл с командой бронзовые медали, которых у него теперь стало три, считая ещё одну, выигранную в «Торпедо». В ЦДСА в 1955 году Фёдоров выиграл свой главный трофей — Кубок СССР 1955. И хотя голов в этом розыгрыше он не забивал, он внёс свой значительный вклад в победу, проведя все матчи турнира на поле, и, в частности, начав комбинацию Фёдоров—Агапов—Беляев, завершившуюся единственным голом в ворота динамовцев из Тбилиси в матче четвертьфинала. За победу Фёдоров, как и другие игроки ЦДСА, получил от министра обороны Георгия Жукова награду — охотничью винтовку.
Играя за ЦДСА, продолжал учиться в бронетанковой академии. После сезона 1956 ушёл из футбола, причём в этом год он забил всего 1 гол, зато в нетипичной для себя манере — несильным ударом головой (обычно он забивал сильными ударами издалека) в победном матче (4:2) с экс-одноклубниками торпедовцами. В октябре 1956 года провёл последний матч за ЦДСА.

### Карьера тренера
В начале 1963 года Фёдоров, к этому моменту уже ставший кадровым военным и получивший звание майора, был назначен старшим тренером и начальником команды СКА (Одесса), при этом он сосредоточился на организационной работе, а спортивными вопросами в основном занимался его помощник Владимир Шемелев. Перед клубом в сезоне была поставлена задача, неизменная уже 5 лет: выиграть 2-ю украинскую зону класса «Б» и выйти в класс «А». Задача эта была командой выполнена, несмотря на перенос двух матчей на нейтральное поле из-за бесчинств болельщиков на матче с «Днепровцем». СКА выиграл зону за 4 тура до конца, забил больше всех, пропустил меньше всех и опередил вторую команду зоны на 9 очков. В финале турнира за звание чемпиона УССР СКА встретился с победителем 1-й украинской зоны — винницким «Локомотивом» и выиграл 1:0 и 2:0 в двух матчах, проведённых в Киеве. По итогам успешного года Фёдоров получил звание мастера спорта и заслуженного тренера УССР.
Сезон 1964 СКА с Фёдоровым во главе встретил во второй группе класса «А». Здесь, как и годом ранее, армейская команда играла по новейшей системе расстановки игроков 4-2-4, называемой «бразильской системой», так как её применяли двукратные чемпионы мира из сборной Бразилии. В борьбе с серьёзными соперниками — «Карпатами», «Араратом», московским «Локомотивом», СКА сразу захватил первое место в начале сезона и не отпускал почти до самого конца как в предварительной группе, так и в финальной. Лишь на самом финише сезона СКА уступил первое место «Локомотиву», но главную задачу на сезон команда выполнила, впервые в истории вышла в первую группу класса «А». При этом было достигнуто два уникальных рекорда для отечественных чемпионатов. Во-первых, СКА перешёл из третьего по силе дивизиона в сильнейший в минимально возможный срок — два сезона. Во-вторых, одновременно с армейцами в высший дивизион шагнули их земляки из «Черноморца», более два клуба из одного города в один сезон такого не добивались.
В сезоне 1965 СКА стартовал в первой группе класса «А». Дебют был омрачён инцидентом, произошедшим в межсезонье и повлиявшим на весь сезон. Во время празднования в одесском ресторане «Чёрное море» игроки команды затеяли драку с участниками свадьбы, происходившей там же, сломали нос жениху. В итоге к девяти игрокам СКА были применены санкции, пятеро были дисквалифицированы и отчислены, а ведущий полузащитник Василий Сарыгин получил срок в два года лишения свободы. В условиях потери ведущих игроков и тяжёлого морального климата команда была обречена в сильнейшем дивизионе, даже несмотря на привлечение в состав Алексея Мамыкина, участника чилийского чемпионата мира. Мамыкин провёл за СКА всего 5 матчей и ничем не отметился. Одесские армейцы провально начали сезон, за первые 8 матчей забив усилиями Вячеслава Спиридонова лишь один гол Льву Яшину, и провально его закончили, заняв последнее место с тремя победами в 32 матчах и 14 очками отрыва от зоны вне вылета. Но в межсезонье «в связи с необходимостью расширения рамок внутреннего календаря» состав участников первой группы класса «А» сезона 1966 был расширен, и СКА остался в высшем дивизионе. Фёдоров уступил место на тренерском мостике Мамыкину, начинавшему тренерскую карьеру, и оставил спорт навсегда.

### Армейская карьера
После ухода из СКА Виктор Фёдоров поступил на службу в Министерство обороны. Дослужился до звания генерал-майора. Стал всего вторым и последним советским футболистом, ставшим генералом, первым был игрок послевоенного ЦДКА Юрий Нырков.
Скончался 3 марта 1989 года. Похоронен на 25 участке Ваганьковского кладбища в Москве.

## Статистика
| Клуб                    | Див              | Сезон            | Чемпионат | Чемпионат | Кубки | Кубки | Еврокубки | Еврокубки | Итого | Итого |
| Клуб                    | Див              | Сезон            | Игры      | Голы      | Игры  | Голы  | Игры      | Голы      | Игры  | Голы  |
| ----------------------- | ---------------- | ---------------- | --------- | --------- | ----- | ----- | --------- | --------- | ----- | ----- |
| Крылья Советов (Москва) | A                | 1946             | 1         | 0         | 0     | 0     | 0         | 0         | 1     | 0     |
| Крылья Советов (Москва) | A                | 1947             | 19        | 1         | 1     | 0     | 0         | 0         | 20    | 1     |
| Крылья Советов (Москва) | Итого            | Итого            | 20        | 1         | 1     | 0     | 0         | 0         | 21    | 1     |
| ВВС                     | A                | 1948             | 8         | 0         | 2     | 1     | 0         | 0         | 10    | 1     |
| ВВС                     | A                | 1949             | 34        | 7         | 0     | 0     | 0         | 0         | 34    | 7     |
| ВВС                     | A                | 1950             | 35        | 9         | 4     | 1     | 0         | 0         | 39    | 10    |
| ВВС                     | A                | 1951             | 28        | 1         | 5     | 1     | 0         | 0         | 33    | 2     |
| ВВС                     | A                | 1952             | 10        | 0         | 1     | 0     | 0         | 0         | 11    | 0     |
| ВВС                     | Итого            | Итого            | 115       | 17        | 12    | 3     | 0         | 0         | 127   | 20    |
| МВО                     | A                | 1953             | 3         | 0         | 0     | 0     | 0         | 0         | 3     | 0     |
| МВО                     | Итого            | Итого            | 3         | 0         | 0     | 0     | 0         | 0         | 3     | 0     |
| Торпедо                 | A                | 1953             | 12        | 4         | 0     | 0     | 0         | 0         | 12    | 4     |
| Торпедо                 | Итого            | Итого            | 12        | 4         | 0     | 0     | 0         | 0         | 12    | 4     |
| ЦДСА                    | A                | 1954             | 24        | 6         | 3     | 0     | 0         | 0         | 27    | 6     |
| ЦДСА                    | A                | 1955             | 22        | 4         | 4     | 0     | 0         | 0         | 26    | 4     |
| ЦДСА                    | A                | 1956             | 22        | 1         | 0     | 0     | 0         | 0         | 22    | 1     |
| ЦДСА                    | Итого            | Итого            | 68        | 11        | 7     | 0     | 0         | 0         | 75    | 11    |
| Всего за карьеру        | Всего за карьеру | Всего за карьеру | 218       | 33        | 20    | 3     | 0         | 0         | 238   | 36    |

## Достижения

### Командные

#### Как игрока
ВВС
- Серебряный призёр Приза Всесоюзного комитета: 1952

Торпедо
- Бронзовый призёр чемпионата СССР: 1953

ЦДСА
- Обладатель Кубка СССР: 1955
- Бронзовый призёр чемпионата СССР (2): 1955, 1956

#### Как тренера
СКА Одесса
- Победитель Чемпионата Украинской ССР по футболу: 1963
- Серебряный призёр второй группы класса «А»: 1964